# Inge Meysel
Inge Meysel nata Ingeborg Charlotte Hansen (30 maggio 1910 – 10 luglio 2004) è stata un'attrice tedesca.

## Biografia
Nel 1992 si dichiarò bisessuale. 
Morì nel 2004, all'età di 94 anni, morì di infarto nella sua casa di Bullenhausen vicino ad Amburgo. Fu cremata e le sue ceneri furono sepolte vicino al suo secondo marito, il produttore cinematografico austriaco John Olden (1918–1965) nel cimitero di Ohlsdorf, Amburgo.

## Filmografia
- Liebe 47 - regia di Wolfgang Liebeneiner (1949)
- Meine Nichte Susanne - regia di Wolfgang Liebeneiner (1950)
- Taxi-Kitty - regia di Kurt Hoffmann (1950)
- Schatten in der Nacht - regia di Eugen York (1950)
- Die Dubarry - regia di Georg Wildhagen (1951)
- Sensation in San Remo - regia di Georg Jacoby (1951)
- Unter den tausend Laternen - regia di Erich Engel (1952)
- Der Mann meines Lebens - regia di Erich Engels (1954)
- Il generale del diavolo - regia di Helmut Käutner (1955)
- Il dottor Crippen è vivo! - regia di Erich Engel (1958)
- Das Mädchen vom Moorhof - regia di Gustav Ucicky (1958)
- Nasser Asphalt - regia di Frank Wisbar (1958)
- Immer die Radfahrer - regia di Hans Deppe (1958)
- Blond muß man sein auf Capri - regia di Wolfgang Schleif (1961)
- Ihr schönster Tag - regia di Paul Verhoeven  (1962)

## Doppiatrici italiane
Nelle versioni in italiano delle opere in cui ha recitato, Inge Meysel è stata doppiata da:
- Wanda Tettoni in Il dottor Crippen è vivo!